# Яшун-Балам IV
Яшун-Балам IV (вариант имени: Йашун-Балам, буквальный перевод имени: «Птица-Ягуар»; 709—768) — правитель Пачанского царства цивилизации майя, правивший в 751/752—768 годах.
Происхождение Яшун-Балама от царя Ицамнах-Балама III подвергается сомнению некоторыми учеными. По мнению Дмитрия Беляева и Александра Сафронова, Яшун-Балам IV стал царем в результате государственного переворота. За время своего правления Яшун-Балам IV провёл ряд войн с различными противниками, в том числе с Йокибом и несколькими неизвестными государствами. Сразу после воцарения Яшун-Балам приступил к созданию ряда архитектурных памятников, призванных подчеркнуть его происхождение от Ицамнах-Балама III, в частности, по его приказу были созданы все дошедшие до нашего времени памятники, в надписях на которых упоминается его мать.

## Происхождение
Согласно мнению ряда ученых, Яшун-Балам был сыном царя Ицамнах-Балама III от второстепенной жены или наложницы Иш-Ух-Чан-Вин («Луна — Небесное Зеркало»), дочери придворного писца (акухууна) из Канульского царства. Другие исследователи, в частности, Богухвала Тушиньска оспаривает это мнение, считая, что Яшун-Балам не был сыном Ицамнах-Балама III, а занял трон с помощью Канульского царства в результате переворота. Яшун-Балам IV родился в 709 году, когда Ицамнах-Баламу III было уже около 50 лет, о его детстве и юности ничего не известно.

## Политическая биография

### Приход к власти
По всей видимости, Яшун-Балам первоначально не рассматривался в качестве претендента на престол Пачана, однако ещё в период правления царя Йопаат-Балама II (742—752) Яшун-Балам заявил свои претензии на титул царя Пачана (Pa'chan 'ajaw). Согласно сохранившимся надписям на монументе 5 из Бонампака (BPK: Mon. 5), в феврале 747 года двое владетелей из Шукальнаха, один из неизвестной области Нак'аб, второй из Укуля (Бонампака), были вызваны ко двору Яшун-Балама из Пачана. Вероятно, в этот период царство Пачан переживало смутные времена, позволившие Яшун-Баламу в качестве претендента на власть в итоге занять место Йопаат-Балама II, об окончании правления которого данных не сохранилось. Предполагается, что Яшун-Балам выступил в феврале 747 года судьёй для решения династического спора, так как уже в мае того же года под именем Винакхаб-Ток' был коронован новый царь Шукальнаха, а в надписи указывается, что правитель Пачана «повелел это». Коронация была проведена не в Укуле и не в Шукальнахе, а в неизвестном месте Хучтун («Раковинный Камень»), возможно, служившем в тот период резиденцией Яшун-Балама. В 751 году умерла его мать, Иш-Ух-Чан-Вин, в этом-же году, по некоторым данным, Яшун-Балам IV был коронован царём Пачана. Согласно сведениям на Иероглифической лестнице 1 из Яшчилана 19 ноября того же года произошла его первая известная победа над неизвестным противником.

### Внешняя политика
В 752 году он пленил сахаля (наместника) царя Вакаба Пай-Лакам-Чака — Яш… -Тока, по всей вероятности, воевавшего на стороне Йокиба. Тогда-же его жена Иш-Чак-Чам родила ему сына Челет-Чан-Кинича, впоследствии ставшего царем Ицамнах-Баламом IV. В этом-же году он неожиданно стал правителем Пачанского царства, а тогдашний правитель этого царства Йопаат-Балам II перестал им быть (о его судьбе ничего не известно). По мнению ученых Дмитрия Беляева и Александра Сафронова, Яшун-Балам IV, бывший на тот момент полководцем, совершил государственный переворот и таким образом занял трон. 3 мая 752 года произошло полное воцарение Яшун-Балама IV — он короновался царём Пачана и Каха в своей столице Танха-Пачан. Еще до своей коронации он принял важное участие в борьбе за власть в Шукальнахе областных правителей.
Согласно первой иероглифической лестнице из Яшчилана, 19 ноября 751 года Яшун-Балам победил неизвестного противника. Возможно, это было связано с тем, что за шесть дней до этого из Шукальнаха бежал Винакхаб-Ток, бывший правителем этого государства и коронорованный при поддержке Яшун-Балама. Вероятно, Винакхаб-Ток спасся от врагов в Пачане. На трон он вернулся лишь в январе 752 года.
В 755 году Яшун-Балам IV сражался в области под названием Набхук, находившейся между Пачаном и Аке, где одержал победу над правителем по имени «Драгоценный Череп». В ходе этих сражений был взят в плен У-Холом. Вероятно, это была операция по покорению одной из взбунтовавшихся областей Пачана. В битве кроме царя участвовал и его главный сахаль Кан-Ток-Ваяб. В этом-же году был освящен заупокойный храм царицы Иш-Кабаль-Шок, главной жены Ицамнах-Балама III.
В 757 году Яшун-Балам IV провел войну с неизвестным врагом. Существует предположение, что война велась с Йокибом, государством Дос-Пиласа. Эта гипотеза опирается на то, что через месяц после этой войны тогдашний царь Йокиба умер от ран, возможно, полученных в сражении с Яшун-Баламом IV. В результате этой войны Яшун-Балам захватил четырёх пленников.
В 758 году была война с неизвестным противником. В 759 году продолжилась война с Йокибом, в этом году Яшун-Балам и сахаль Ла-Пасадиты по имени Тилом победили Туль-Чика, одного из представителей дома царей Киниля (часть Йокиба).
В 763 году одна из жен Яшун-Балама Иш-Вак-Тун (царевна из Ика) принесла жертву Кавилю. В 764 году произошло освещение дворца Кинич-Айин-Чум-Петен, располагавшегося на берегу Усумасинты. В 768 году Яшун-Балам и его сахаль (а также брат его жены) Чак-Чам в честь дня летнего солнцестояния танцевали с посохами хасав-чан.

## Архитектурная деятельность
Сразу после своего воцарения Яшун-Балам IV, дабы подчеркнуть своё происхождение от Ицамнах-Балама III, принялся готовить планы различных архитектурных памятников. Он создал все надписи, где упоминается его мать: упоминание о её смерти на перемычке 59 структуры 24, изображение исполнения его матерью ритуального танца на перемычке 53 структуры 55, а также сцена с участием его матери на перемычке 32 структуры 13 (вероятно, это была сцена связанного с рождением Яшун-Балама обряда).

## Семья
Согласно исследованию Богухвалы Тушиньской, у Яшун-Балама была старшая сводная сестра — Сак-Биян, бывшая дочерью Ицамнах-Балама III. Однако, по мнению Мартина Саймона и Николая Грубе, на самом деле Сак-Биян была одной из жен Ицамнах-Балама III.